# گامپها
گامپها (به لاتین: Gampaha Divisional Secretariat) یک منطقهٔ مسکونی در سری‌لانکا است که در ناحیه گامپاها واقع شده‌است.